# 전광용
전광용(全光鏞, 1919년 3월 1일 ~ 1988년 6월 21일)은 대한민국의 소설가 겸 국문학자이다. 본관은 경주(慶州)이다.

## 생애
아호(雅號)는 백사(白史)이며 함경남도 북청군에서 출생하였다. 1939년 동아일보 신춘문예에 동화 <별나라 공주와 토끼>가 당선된 첫 등단, 이후부터 본격 문학 수업을 시작하였다. 1947년 서울대학교 문리대학 국문과에 입학한 후 <시탑> <주막>의 동인으로 문학활동을 하였다. 1955년 <조선일보> 신춘문예에 단편 <흑산도>가 당선되어 문단에 등장하였다. 그는 사실적 필치의 바탕 위에서 한국적 상황을 추구하는 작가로 1966년 서울대학교 교수를 거쳐, 1972년 서울대 문리대 문학부장이 되었다. 사상계 논문상·동인 문학상 등을 받았으며, 1973년 서울대학교에서 문학박사 학위를 받았다. 1988년 6월 21일 70세의 나이로 별세했다. 저서로 단편집 <흑산도> <꺼삐딴리> <나신>과 장편 <창과 벽> <태백산맥> 등이 있다.

## 학력
- 함경남도 원산 우신보통학교 수료
- 함경남도 북청 양화보통학교 졸업
- 함경남도 북청고등농림학교 수료
- 경성고등상업학교 졸업
- 경성경제전문학교 졸업
- 서울대학교 문리과대학 국어국문학과 학사
- 서울대학교 대학원 국어국문학과 문학석사·문학박사